# 更伊俊介
更伊 俊介（さらい しゅんすけ）は日本のライトノベル作家。

## 主な作品

### シリーズ
- 犬とハサミは使いよう[1]（ファミ通文庫(エンターブレイン)、イラスト：鍋島テツヒロ、全10巻）
- 犬とハサミは使いようDog Ears[2]（ファミ通文庫、イラスト：鍋島テツヒロ、全4巻）
- 英雄失格（ファミ通文庫、イラスト：鍋島テツヒロ、全3巻）
- 異世界行けない委員会（ファミ通文庫、イラスト：有河サトル、既刊1巻）
- 吾輩はモブである（LINE文庫エッジ、イラスト：鈴木マナツ、既刊1巻）

### アンソロジー収録短編
- 「B・E・T」 - 『部活アンソジー1「青」』（ファミ通文庫、2013年8月9日初版発行）所収 ／ イラスト：ねりま
- 「十五夜さんは十五センチほどズレている」 - 『ショートストーリーズ 僕とキミの15センチ』（ファミ通文庫、2017年10月30日発売）所収

### ゲームシナリオ
- スターオーシャン6 THE DIVINE FORCE （スクウェア・エニックス、五反田義治及び和ヶ原聡司と共著）
- Link!Like!ラブライブ! （With×MEETS運営：川岸殴魚らと担当）

### 漫画原作
- 坂本先生は逃げ出したい!（漫画：遠田マリモ、『電撃マオウ』2018年1月号 - 10月号）
- 鳴かせてくれない上家さん（漫画：古日向いろは、『コミックフラッパー』2020年8月号 - 2021年9月号）